# كيجونغ-دونغ
كيجونغ-دونغ هي قرية بوتيمكين تقع في كايسونغ، كوريا الشمالية في الجزء الشمالي من المنطقة المنزوعة السلاح.